# Городской стадион (Карвина)
Городской стадион (чеш. Městský stadion) — футбольный стадион в Карвине, построенный на месте старого стадиона, открытого в 1969 году.
Новый стадион, владельцем которого является город Карвина, был открыт в 2016 году, прямо перед стартом футбольного сезона 2016/17, в котором впервые принимала участие одноимённая городская команда. С сентября 2014 года на стадионе проводилась масштабная реконструкция. Были построены новые трибуны, которые, вместе с главной, образовали замкнутое кольцо. Главная трибуна была сохранена, но также подверглась обширной модернизации. Были построены новые сидячие места, заменена аудиосистема, построен новый пресс-центр, положен новый газон с возможностью подогрева, построены входные ворота. В октябре 2016 года установка искусственного освещения завершила реконструкцию стадиона.
После открытия нового стадиона в Карвине возрос интерес к футболу, и средняя посещаемость домашних матчей стала составлять около 4 тысяч зрителей.